# Цеппелин (дирижабль)
Цеппели́ны (нем. Zeppelin) — дирижабли жёсткой системы, строившиеся графом Цеппелином и немецкой фирмой «Лю́фтшиффбау Цеппелин ГмбХ». Названы в честь их изобретателя и создателя Фердинанда Цеппелина. Являлись наиболее массовыми и совершенными представителями дирижаблей жёсткого типа. Всего за период 1899—1938 гг. было построено 119 цеппелинов, имевших по верфи обозначение LZ, например, LZ 127. Цеппелины, поставлявшиеся армии и флоту (около 100 штук), получали там, как правило, новые наименования; к примеру, дирижабль LZ 104 (по верфи) на флоте значился как L 59. Иногда не совсем точно слово цеппелин используется в качестве синонима жёсткого дирижабля.
- Первый цеппелин LZ 1, 1900 г.
- Пассажирский цеппелин LZ 13 «Hansa», 1912 г.
- Морской цеппелин L 19, 1915 г.
- Цеппелин LZ 126, 1924 г.